# خيسوس ألبرتو لارا
خيسوس ألبرتو لارا (بالإسبانية: Jesús Alberto Lara)‏ (8 أبريل 1994 بسلامنكا في المكسيك - ) هو لاعب كرة قدم مكسيكي في مركز الوسط. لعب مع زاكاتيبيك.

## وصلات خارجية
- خيسوس ألبرتو لارا على موقع قاعدة بيانات كرة القدم.إي يو (الإنجليزية)
- خيسوس ألبرتو لارا على موقع Soccerway.com (الإنجليزية)